# Kostel Narození svatého Jana Křtitele (Valeč)
Kostel Narození svatého Jana Křtitele je římskokatolický kostel v obci Valeč, který byl zapsán mezi kulturní památky roku 1964.

## Stavební historie
Gotický kostel na tomto místě byl založen již ve 13. století. Nejstarší částí kostela je loď s postranní oratoří. V 16. století byl kostel vyzdoben freskami. V roce 1614 byla loď kostela zaklenuta a mezi lety 1694–1696 byl kostel přestavěn do barokního slohu, stavitelem Franceskem Barellim. Roku 1700 byl nově zbudován presbytář a dále roku 1708 byla přistavěna hranolová věž se šindelovou střechou.
Na věži jsou tři zvony. Vnější stěny kostela jsou členěny pilastry. Kostel je jednolodní s pravoúhlým presbytářem, v němž se nachází čtyřdílná kupolovitá klenba. Před presbytářem je půlkruhový triumfální oblouk. Na jižní straně lodi je napojena sakristie, která má v patře oratoř. Na stěnách lodi jsou malby pocházející ze 17. století. Empora je podezděná s dřevěným zábradlím. Hlavní oltář pochází z 18. století. Kazatelna je s oválnými výplněmi a zdobena obrazy. Roku 1933 byla provedena renovace, při které byly nalezeny fresky z roku 1520.

## Opravy

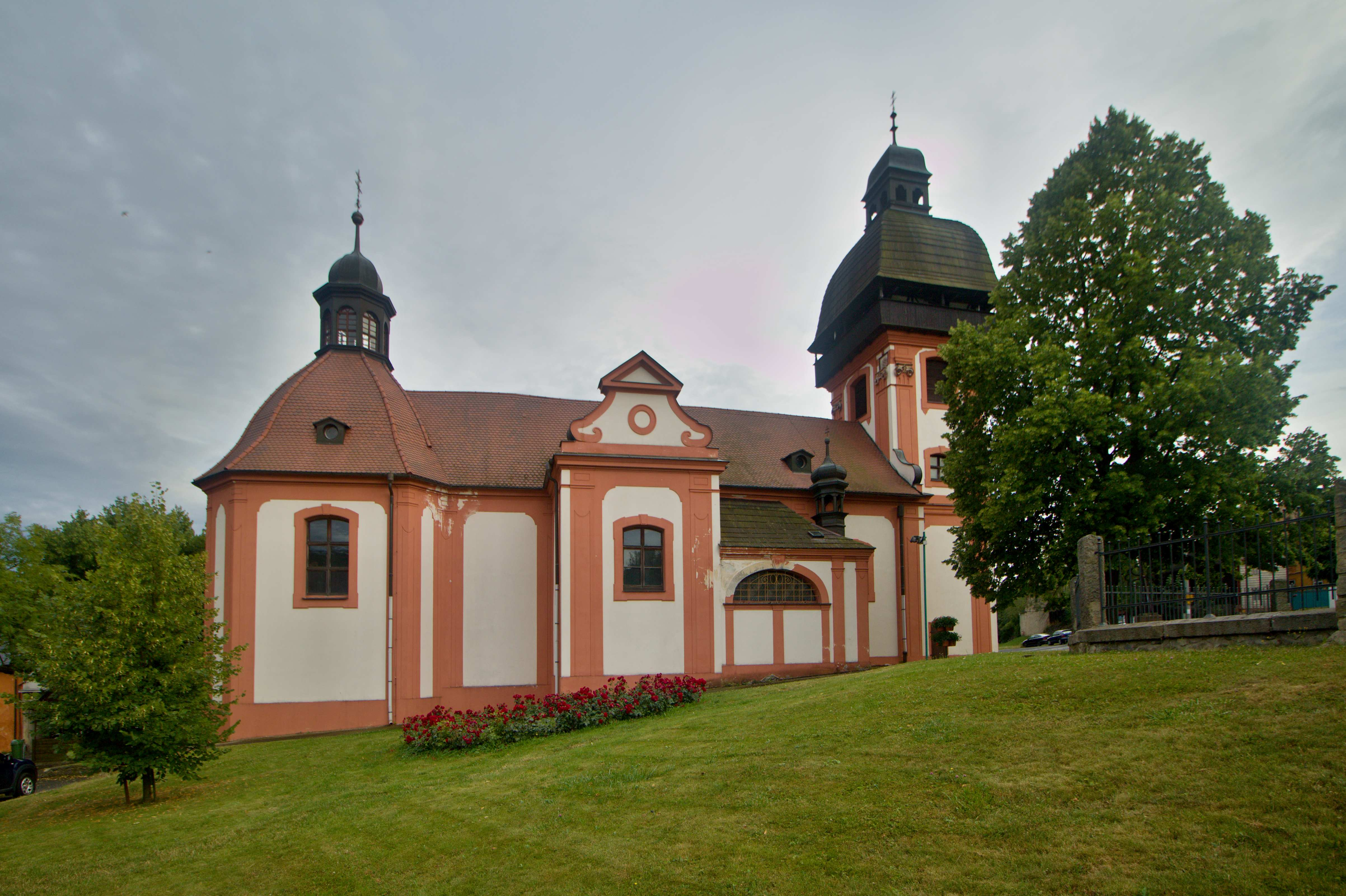

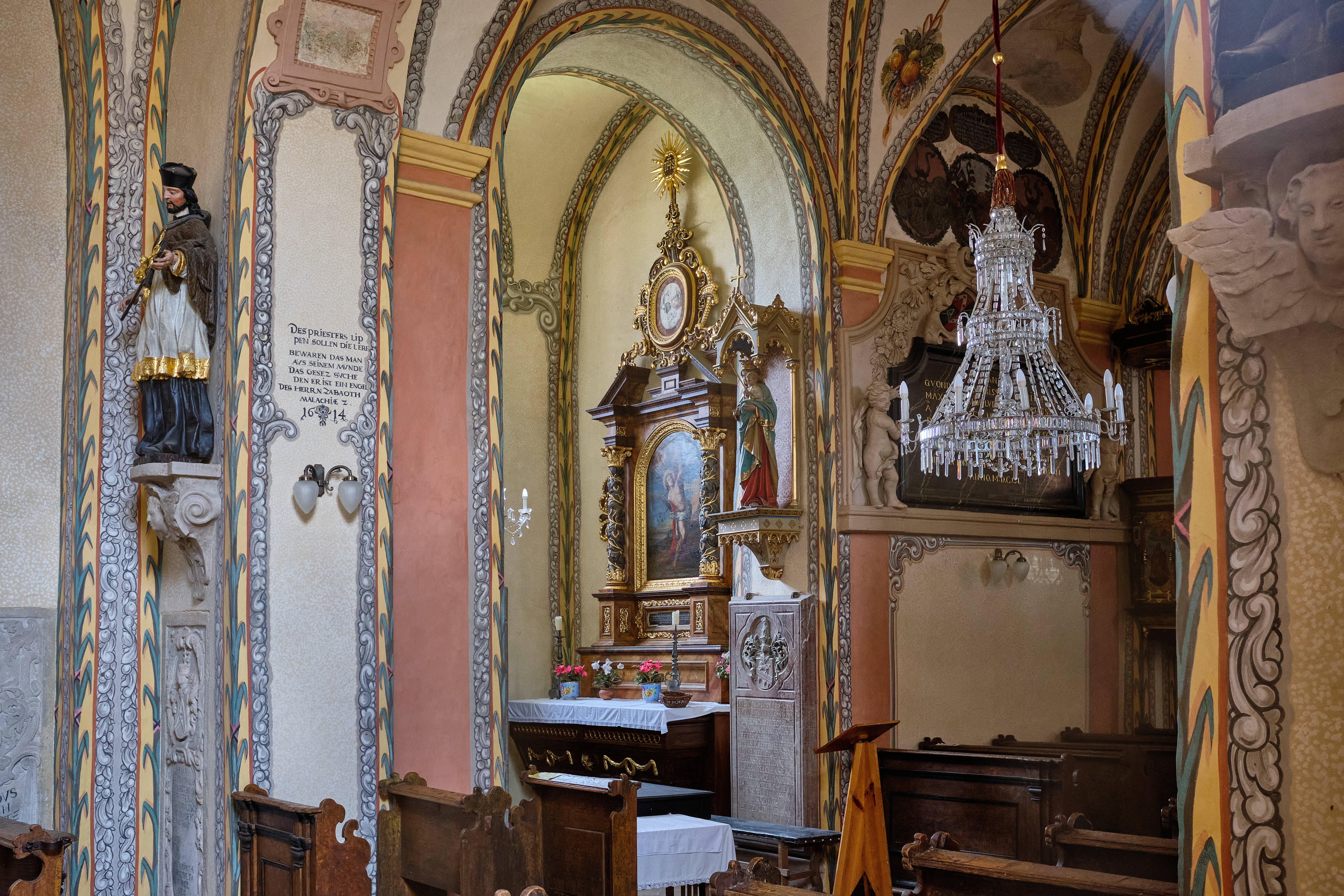
Interiér

Kostel Narození sv. Jana Křtitele ve Valči je jedním z mála církevních objektů, které byly za dob komunismu nějakým způsobem opravovány.
Roku 1961 byl kostel po zásahu bleskem značně poškozen a jménem farníků žádal farní úřad v Lubenci o finance na opravu šindelové střechy kopule, konstruktivních částí budovy. Dále byla téhož roku zadána oprava varhan. Rokem 1967 byla zahájena oprava fasády a v 1972 pokračovala oprava venkovní omítky.
Roku 1985 byl předložen návrh na opravu průčelí kostela a do kostela byla navrácena část interiéru, který musel být kvůli předchozímu špatnému stavu kostela převezen a uskladněn. Oprava oken byla projednávána roku 1986 a téhož roku proběhlo restaurování plastiky umístěné před kostelem. V následujícím roce 1987 došlo k restaurování podstavců. Rok 1995 znamenal opravu střechy a fasády, dále byla nařízena Městským úřadem Žlutice nutná oprava střechy, krovu, následné odvlhčení, statické zajištění a oprava fasády, oken a dveří. Odvodnění a vysušení bylo v roce 1996 schváleno, započala také renovace epitafu rodu Štampachů za částku 71 000 Kč. V roce 1997 bylo nařízeno provedení odvodňovacích a vysušovacích prací, dále oprava fasády a dostavba schodiště k oratoři. Osazení mříže k zabezpečení kostela proběhlo v roce 1998. V témže roce proběhla také obnova ciferníku věžních hodin za 60 000 Kč. Epitaf rodiny Štampachů je po restaurování znovu umístěn na původní místo v kostele. Obnova fasády a střechy pokračovala i v roce 1999. Následně pokračovala rokem 2000 obnova fasád. Provedena byla také obnova elektroinstalace a barevné tónování fasády. Vysušovací práce stále ještě nejsou kompletně dokončeny. Rok 2003 přinesl zhotovení nových vchodových dveří. Původně bylo plánováno restaurování starých, původních dveří, ale bohužel stav dřeva již renovaci neumožňoval, a tak alespoň kovové části původních dveří byly montovány do (dle původních) nově vyrobených dveří. Rokem 2004 jsou dokončeny restaurátorské práce v presbytáři a na hlavním oltáři. Roku 2007 byla v programu městských památkových rezervací Ministerstvem dopravy financovaná závěrečná část restaurace interiéru. Následujícího roku bylo dokončeno odvlhčení a odvodnění kostela (zemní práce, trativody, potrubí dešťové kanalizace, konstrukce na trubním vedení a s tím související práce). Práce byly financovány z havarijního programu Ministerstva kultury. V roce 2010 byla nově natřena šindelová střecha a zrenovovány vstupní dveře kostela. Finančně se na opravách kostela podíleli i místní obyvatelé.